# Tis u Blatna
Tis u Blatna település Csehországban, az Észak-plzeňi járásban. Tis u Blatna Blatno, Lubenec, Chyše és Žihle településekkel határos. Lakosainak száma 105 fő (2024. január 1.).

## Népesség
A település lakosságának változását az alábbi diagram mutatja:
| Lakosok száma | 636  | 701  | 494  | 197  | 125  | 103  | 106  | 108  | 111  | 105  |
|               | 1869 | 1890 | 1921 | 1950 | 1980 | 2001 | 2017 | 2019 | 2022 | 2024 |